# حلبون
حلبون هي بلدة جميلة من قرى جبال القلمون تتبع لمحافظة ريف دمشق / سوريا، من القرى الجبلية الجميلة الموجودة في سلسلة الجبال السورية شمال دمشق، عدد سكانها حوالي 20000 نسمة.
تقع حلبون في وسط سلسلة الجبال شمال غرب دمشق يحدها من الشمال بلدة رنكوس ومن الشمال الشرقي بلدة تلفيتا ومدينة صيدنايا ومن الجنوب الشرقي منين ومن الجنوب الدريج ومن الجنوب الغربي بسيمة ومن الغرب إفرة ومن الشمال الغربي قرية هريرة، تبعد عن مدينة دمشق حوالي 27 كم، مساحتها حوالي 150 كم2وتعد من أكبر مناطق ريف دمشق مساحة 
ترتفع حلبون عن سطح البحر حوالي 1450م وتتميز بجمال طبيعتها وهوائها العليل ومناظرها الخلابة.
كما وأنها تعد من أقدم بلدات ريف دمشق حيث ذكرت في الكثير من المراجع الرومانية واليهودية ومنها سفر التكوين باسم حوبة

## حلبون في التاريخ

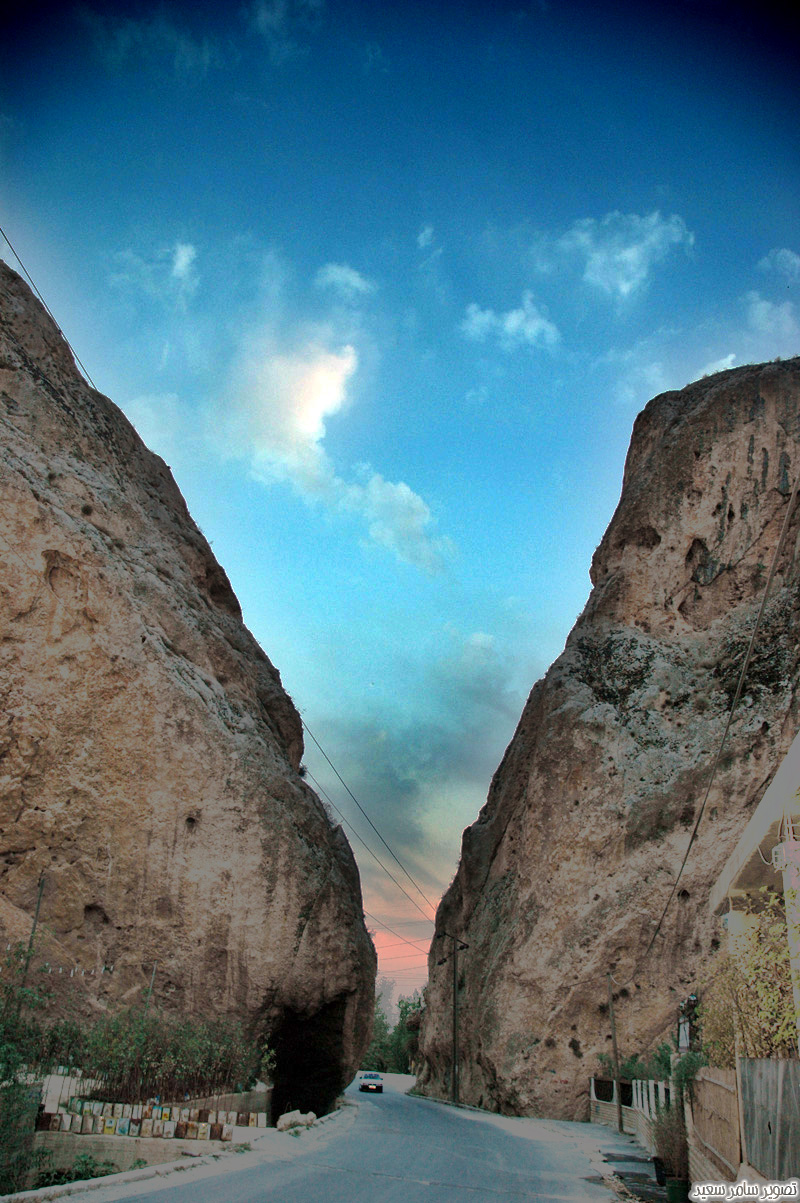

حلبون من أقدم المناطق المأهولة بالسكان منذ فجر التاريخ وقد ذكرت في الكتب المقدسة وفي الكثير من المراجع التاريخية حيث أنها تتسم بالصفات التي يحتاجها الإنسان في موطن سكناه، كما تعد حلبون حصنا طبيعيا لرد المعتدين لموقعها بين الجبال الشاهقة المرتفعة.
ورد اسم حلبون في الكتابات القديمة ذكرها استرابون باسم (شاليبون) وكانت من أسماء الأماكن التي حددها بطليموس في خارطته وقد ذكرت التوراة أن خمورها كانت تحمل إلى صور.
ذكرها بطليموس في كتابة الشهير باسم حلبون ويرى الأستاذ أحمد الابش في ترجمته لكتاب «الفارس دارفيو» في دمشق في القرن السابع أن حوبة المذكورة هي حلبون حيث تتحدث الآيات أن إبراهيم قد تحارب مع خمسة ملوك وتبعهم حتى حلبون شمال دمشق.
أقدم ذكر لحلبون في ورد في سفر التكوين (الفصل 14.الفقرة 15) أثناء ذكر حرب النبي إبراهيم مع الملوك الخمسة الذين سبوا أهل لوط: «وتفرق عليهم ليلًا هو وعبيده فكسرهم واتبعهم حتى حوبة التي عن شمال دمشق» والمقصود بحوبة هنا حلبون، كما جاء في مخطوطات البحر الميت (الفصل 21.مقطع 23 - الفصل 22.مقطع26 «وفروا جميعا من أمامه حتى وصلوا حلبون التي تقع إلى يسار دمشق» 
وكل الكتابات والأسفار القديمة تشير إلى شهرة حلبون بالخمر منذ الماضي السحيق حيث كان يصدر إلى صور وفارس وهو خمر ملكي حصرا للطبقة الحاكمة وهو محرم على العبيد والعامة وقد بلغت حلبون أوج شهرتها في عهد أغريباس الثاني حيث عثر على كتابين يحملان اسمه. وقد ورد اسم حلبون فيهما وتتساقط فيها الثلوج طيلة فصل الشتاء وتصل في بعض الأماكن إلى خمسة أمتار
ويقول الأستاذ الشاعر رفعت الشيخ «حلبون متغلغلة في القلب والوجدان تأسر محبها حتى أنك لا تستطيع الفكاك من حبائل حبها ليس لأني حلبوني ولكن لي أسوة بمن ارتبط بها قبلي ووقع في شباكها فهاهو (ماركوس أوريليوس) الذي حكم العالم من أواسط أوروبا إلى نهايات آسيا قبيل الميلاد لم يطب له المقام إلا بها لقد جعلها مقرا لسكنه ودفن بها على الرغم مما يقوله التاريخ انه دفن بروما وهاهو ذا قبره كان في التابوت الذي كان يصب فيه ماء عين حلبون من تحت جامع حلبون الكبير إنه (جرن العين) الذي كتب عليه الملك العظيم ماركوس لقد كان ملكه شاسعا وعظيما ولكن استراحاته ومقره لم يكن إلا في حلبون أليس هذا عشقا لحلبون؟»
ومملكة الأبلينه التي تنسب إلى النبي هابيل بن آدم كان مركزها في سوق وادي بردى بالقرب من مدينة دمشق بينما كانت إقامة حكامها في قرية حلبون وكان هناك نفق يصل ما بين وادي حلبون (الحبابير وسوق وادي بردى، التكية) من المناطق المحيطة ب دمشق وهاهو ذا الرحالة الإنكليزي «بورتر» الذي استطاع أن يحفظ لنا الكلمات التي كانت مكتوبة على جرن العين.
هاهو هذا الرحالة حسب ما ورد في كتابه «خمس سنوات في دمشق» والذي كتبه عام 1850  م هذا الرحالة كان ذاهبا إلى بلودان عن طريق حلبون ويبدو أن طريق بلودان كان من حلبون استوقفته حلبون مليًا كتب عن حلبون أكثر مما كتب عن التل أو منين أو بلودان وكل المناطق التي مر بها وعبر عن هذا في كتابه ومما قاله «بورتر» في كتابه «إن الكشف عن آثار حلبون قد يغير شيئا في التاريخ» وأضاف أنه ذاق فاكهة لم يذق أطيب منها طيلة حياته وهي التين.
أما دمشق فلم تسمي حيا من أحيائها بمكان ما من العالم، فلا تجد في دمشق الحي الأوربي أو الحي الآسيوي ولكنك تجد حي الحلبوني نسبة إلى حسن باشا الحلبوني الذي كان مالكاً لأرض الحي ووهب أرض محطة الحجاز والأرض المقام عليها القصر العدلي أيام السلطان عبد الحميد وبنى قصره في ذلك الحي وإلى جانبه جامع الحلبوني وأصبح حي الحلبوني مكان للأسر الأستقراطية في دمشق.
وكل من في المنطقة يسمع عن استبسال حلبون في مقاومة الفرنسيين لدى غزوهم لها والكل سمع أيضا عن «أبو العز» الذي أسقط بنيران بندقيته البسيطة آنذاك طائرة فرنسية كانت تحلق فوق حلبون لرصد الثوار.
حلبون قرية جميلة ذات وادي جميل وكبير ومميز يعطي رونقًا إضافيًا للقرية طوله 7 كم يمتد من نبع عين الصاحب حتى نبع الفاخوخ ذو الطبيعة الجبلية الرائعة وهي ذات مناخ معتدل ولطيف صيفًا حيث لا تتجاوز درجة الحرارة 30 درجة مما يجعل الكثير من المصطافين والسياح السوريون والعرب والأجانب يزورونها وفي الشتاء تتساقط الثلوج على حلبون والمناطق المحيطة بها لتغطي الجبال.

## السكان والحياة الاقتصادية
هذه القرية الجميلة وسكانها البالغ عددهم بحدود 13.000 نسمة منهم من يعمل بالزراعة ومنهم من يعمل في مجال الصناعة والتجارة ولكن أكثر سكانها يعملون في المغترب وسائقي شاحنات وهناك بعض الصناعات في القرية إضافة للزراعات المنتشرة بشكل كبير وتتميز بجودتها من الخضروات والفواكه والجوز الشهير.

### أهم الزراعات
- 1- الجوز: حيث تحتل القرية المرتبة الأولى بإنتاجه بين جميع القرى السورية وهو من النوع المميز بمذاقه حيث أنه يُسقى من الآبار والينابيع العذبة مما يجعله متفوقًا على نظيريه الإيراني والتركي وهو الجوز البلدي السوري.
- 2- التفاح: تعتبر حلبون من المناطق الرائدة بإنتاجه علمًا أنه يُزرع بعلًا (أي يُعتمد في زراعته على مياه الثلوج) مما يكسب الثمار اللون الأصفر والطعم المميز.

- 3- الكرز
- 4- التين (بجودته العالية)
- 5- المشمش
- 6- العنب
- 7- الزيتون

Add caption here

وتنتج القرية الكثير من المزروعات الموسمية من الخضار المروية بمياه الثلوج التي تتساقط بغزارة في فصل الشتاء على جبال المنطقة وعلى حلبون.

## أهم الينابيع

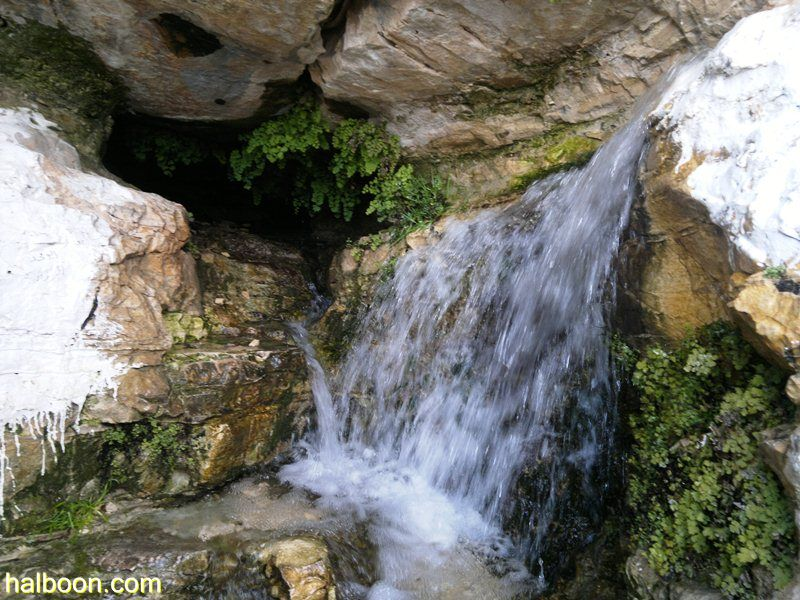

هناك العديد من الينابيع المشهورة على المستوى المحلي والعربي وهناك أكثر من أربعين نبعًا لعل أشهرها نبع عين الصاحب الذي تروى منه أراضي قرية الدريج وهو متنزه سياحي خلاب، ونبع الفاخوخ ونبع عين الحمة الذي يشفي كما يُقال من بعض الأمراض كالحصبة والعديد من الأمراض الجلدية وفي حالات أمراض المفاصل وغيرها، ونذكر من هذه الينابيع:

Add caption here

- نبع عين الصاحب
- نبع عين البير
- نبع الشجرات
- نبع عين الحجل
- نبع الهدمة
- نبع عين بلارة
- نبع عين الحمة
- نبع الفاخوخ
- نبع بيسان
- نبع العين

أهم الثلاجات::
1- ثلاجة عبد المالك 
2 ثلاجة العز

## الآثار في حلبون
القرية بتاريخها الذي يعود إلى أقدم الأزمنة فيها الكثير من الشواهد الأثرية والتي تدل على أن الإنسان القديم سكنها منذ أقدم العصور وجبال حلبون العالية تحتوي على شواهد هامة تتمثل بعدد كبير من المغاور والكهوف المنحوتة بالصخر داخل الجبال إضافة إلى بعض الآثار الرومانية مثل القبور الرومانية القديمة وبعض المباني الأثرية.

Add caption here

قرية حلبون بموقعها الرائع فوق قمم الجبال العالية وبجوها الجميل المعتدل وإطلالتها من كل جانب وقربها من مصايف مهمّة في الجبال السورية المحيطة بدمشق تستحق أن تكون من المصايف المميزة وتجتذب عددا من الباحثين عن الطبيعة والجو الجميل.
بقلم أحمد مشهور